# Wszechsłowiański Zjazd Śpiewaczy

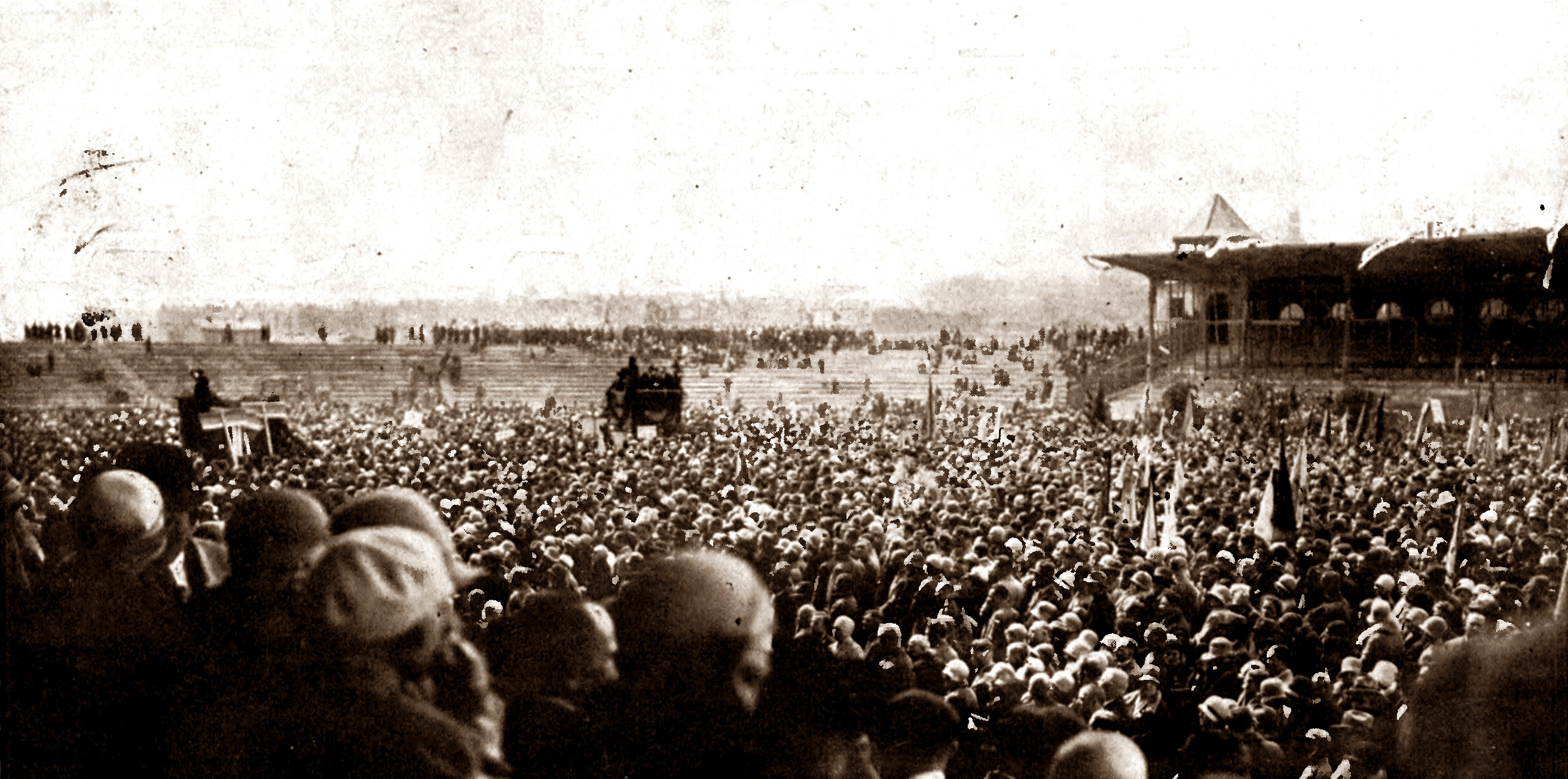
Otwarcie Zjazdu na nowym stadionie na Wildzie

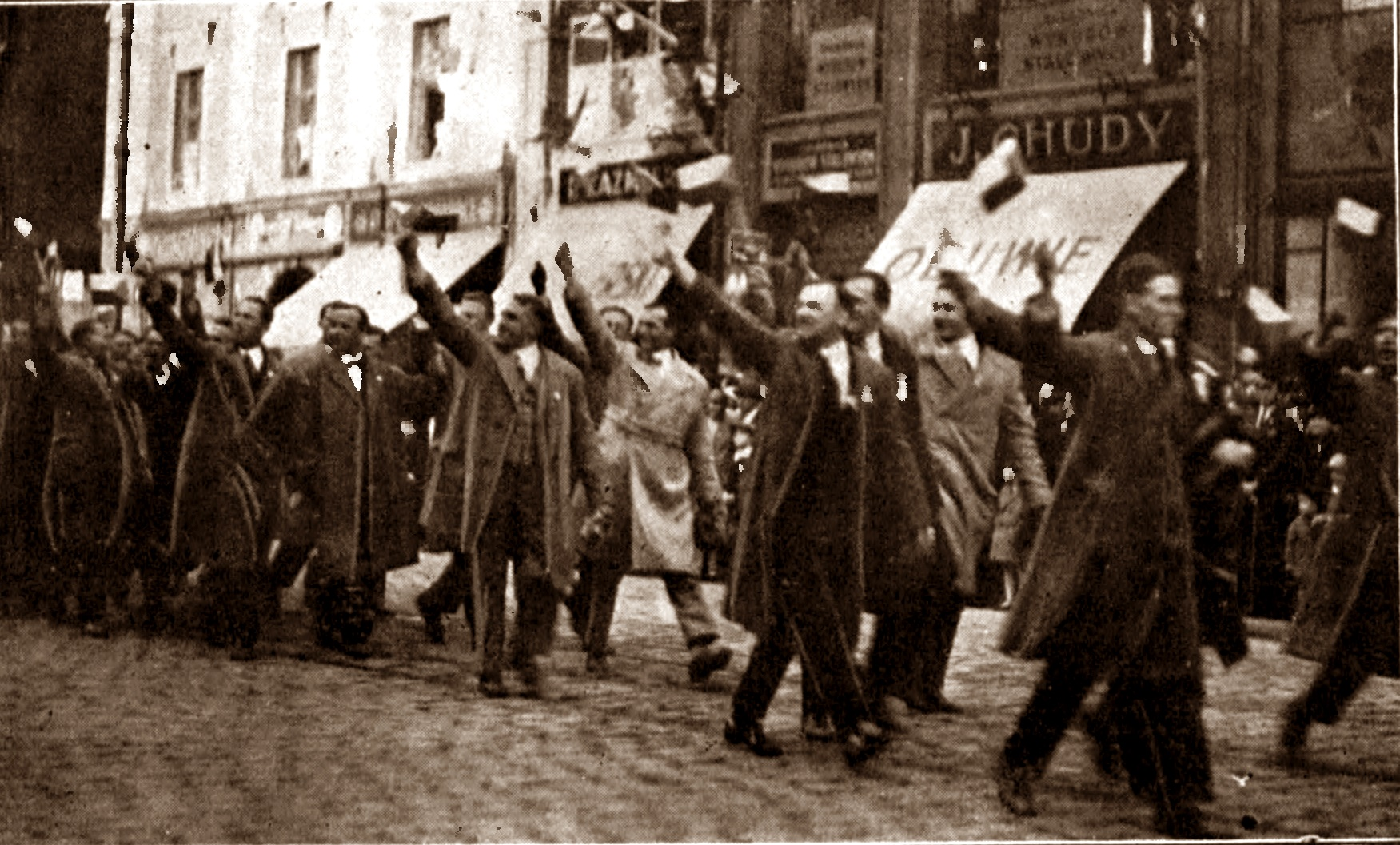
Defilada przed Ignacym Mościckim. Śpiewacy z Czechosłowacji składają hołd Prezydentowi RP

Wszechsłowiański Zjazd Śpiewaczy – międzynarodowy zjazd chórów i towarzystw śpiewaczych, który odbył się w Poznaniu w dniach 18-21 maja 1929, w okresie rozpoczęcia Powszechnej Wystawy Krajowej. Połączony był z I Festiwalem Muzyki Polskiej (21-29 maja 1929) oraz III Wszechpolskim Zjazdem Śpiewaczym.

## Przebieg
Zjazd zorganizowano z inicjatywy Wielkopolskiego Związku Śpiewaczego oraz Słowiańskiego Związku Śpiewaczego pod hasłem apolitycznego zbliżania narodów słowiańskich poprzez kulturę. Wzięły w nim udział chóry z różnych regionów Polski, chóry polonijne, a także zespoły z Czechosłowacji, Jugosławii i Bułgarii. Łącznie zaśpiewało wtedy ponad 17 000 śpiewaków (według innych źródeł ok. 18 000 lub ok. 20 000), którzy przybyli m.in. 40 specjalnymi pociągami. 8 tysięcy mężczyzn pod kierownictwem prof. Władysława Raczkowskiego zaśpiewało w obecności prezydenta Ignacego Mościckiego i kadynała Augusta Hlonda, hymn Gaude Mater Polonia. Szczególne zainteresowanie publiczności wzbudziło masowe wykonanie Ojczyzny Feliksa Nowowiejskiego z towarzyszeniem dziesięciu orkiestr dętych.  Liczba osób śpiewających jednocześnie w dniu otwarcia określana jest na 12 000 do 13 000.
Formą manifestacji jedności słowiańskiej był przemarsz uczestników na Stary Rynek, gdzie na stopniach ratusza prezydent Ignacy Mościcki przyjął hołd śpiewactwa słowiańskiego, a dalej do Hali Kongresowej, gdzie odbyły się liczne koncerty. 19 maja 1929 śpiewały tu chóry Związków Polskiego Zjednoczenia Śpiewaczego, m.in. związków: Śląska Opolskiego, Francji, Westfalii-Nadrenii, Berlina, Łodzi, Krakowa, Kielc, Mazowsza, Lwowa, Pomorza, Śląska oraz Wielkopolski. 20 maja 1929 śpiewały tam chóry kół: kieleckiego, łódzkiego, śląskiego, lwowskiego, mazowieckiego, krakowskiego, berlińskiego, a także poszczególnych krajów słowiańskich.

## Upamiętnienie
Pamiątką po Zjeździe była pierwsza Lipa Słowiańska mająca symbolizować jedność i braterstwo narodów słowiańskich, posadzona przez uczestników 21 maja 1929 o godzinie 19. Znajdowała się według jednych źródeł na plantach przy Wałach Wazów, róg Wesołej, przy Operze (obecnie Park Wieniawskiego); inne źródła wspominają o Parku Mickiewicza. Otoczona była 4 masztami na których umieszczono chorągwie Czechosłowacji, Bułgarii, Jugosławii i Polski. Docelowo miała zostać umieszczona w planowanym parku słowiańskim. Wokół lipy, na sztachetach, znajdował się pierścień z napisem: 

Lipa słowiańska
zasadzona na pamiątkę I wszechsłowiańskiego
zjazdu śpiewaczego
w dniach 18.5.–22.5.1929

Drzewo zostało wycięte przez niemieckich nazistów.